# Dorschhausen

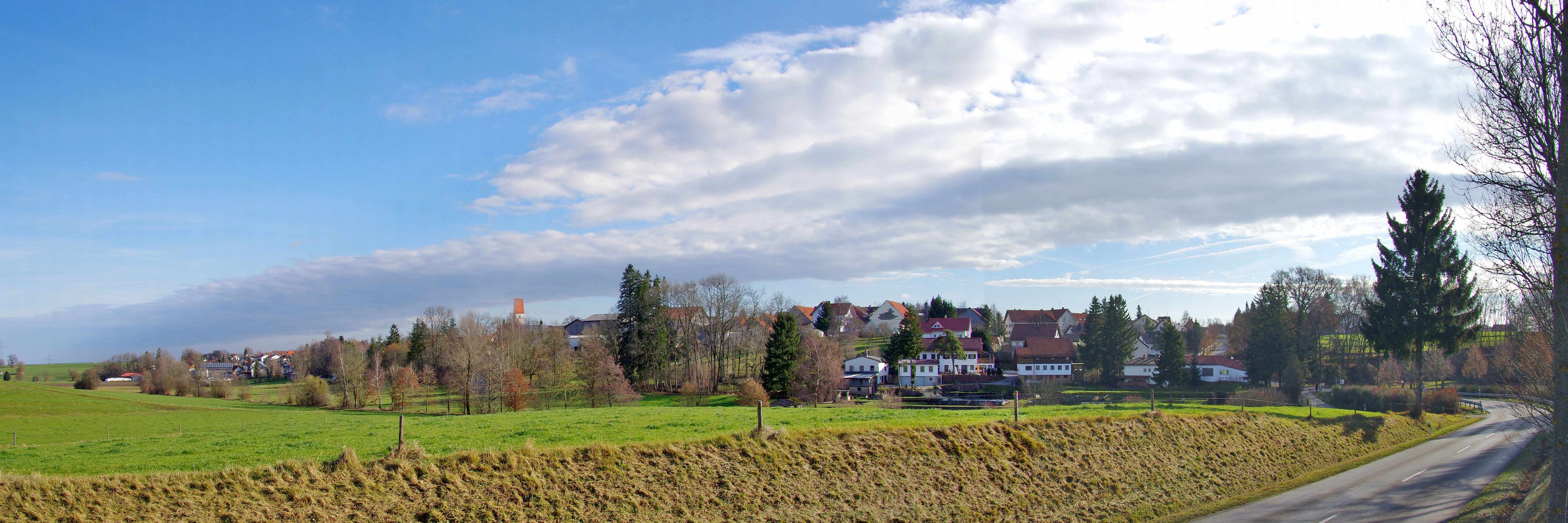
Blick auf den Ort von Nordwesten

Dorschhausen ist ein Ortsteil der Stadt Bad Wörishofen im schwäbischen Landkreis Unterallgäu.

## Lage
Das Pfarrdorf liegt drei Kilometer nordwestlich der Stadtmitte und ist mit dieser durch die Kreisstraße MN 25 verbunden.

## Geschichte
Um 1300 gehörte der damals Dornshausen genannte Ort dem Domkapitel zu Augsburg. Auf Betreiben von Herzog Friedrich von Teck, dem Herrn der Herrschaft Mindelheim, wurde das Eintreiben der Vogtsteuer zu Dornhawsen dem Augustinerkloster Mindelheim übertragen. Das Domkapitel verkaufte das weitgehend verwüstete Gut zu Dorschhausen 1427 dem Teckschen Hofmeister Konrad Hainzel. Um 1800 registrierte man sechs Höfe, eine Hube und zwei Güter, die der Herrschaft Mindelheim gehörten. Die Gemeinde Dorschhausen besaß eine Schmiede und ein Hirtenhaus; die Pfarrkirche Mariä Heimsuchung (1415 geweiht) verfügte über ein Pfarrhaus.
Am 1. Dezember 1910 wurden in der Gemeinde Dorschhausen im Bezirksamt Mindelheim 223 Einwohner registriert. Bei der Volkszählung 1961 hatte der Ort 427 Einwohner. Am 1. Mai 1978 wurde die Gemeinde im Zuge der landesweiten Gebietsreform in die Stadt Bad Wörishofen eingegliedert. Letzter Bürgermeister vor der Eingemeindung war Hermann Wagner. Heute zählt Dorschhausen 726 Einwohner (31. Dezember 2024).

## Sehenswürdigkeiten
Siehe auch: Liste der Baudenkmäler in Dorschhausen
Die Wallfahrtskirche Mariä Heimsuchung wurde 1483 mit einem Chor und einem Turm erweitert. Ab dem 17. Jahrhundert fanden Wallfahrten zu der Kirche statt. Die spätbarocken Fresken wurden 1910 überarbeitet.

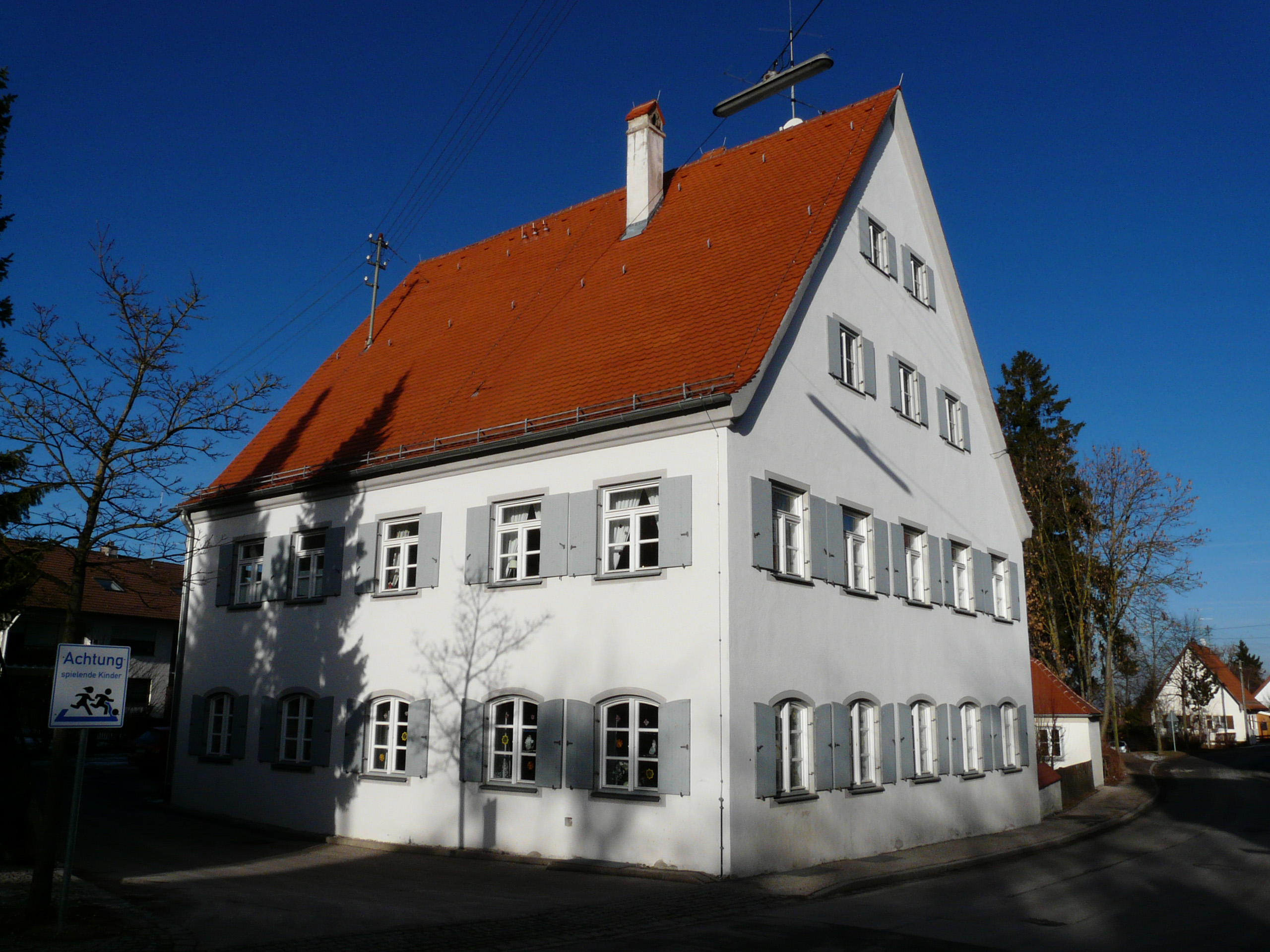
Pfarrhaus in Dorschhausen

Unter Denkmalschutz steht ferner das Pfarrhaus von Dorschhausen.